# Ashville, Ohio

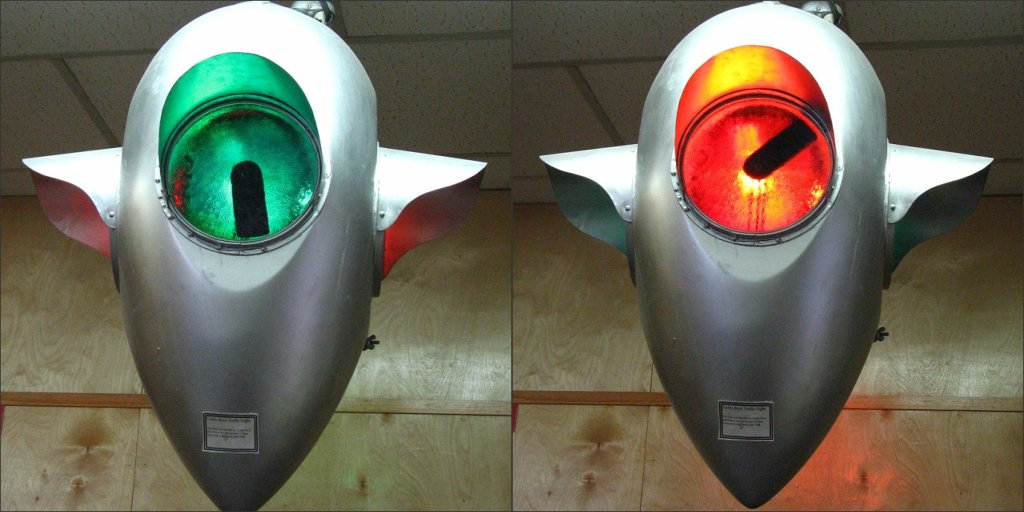
Det historiska trafikljuset

Ashville är en by i Pickaway County i den amerikanska delstaten Ohio med en yta av 4 km² och en folkmängd som uppgår till 3 174 invånare (2000). I byn finns ett historiskt museum, Ohio's Small Town Museum. Huvudattraktionen är USA:s äldsta trafikljus som numera finns till för fotgängartrafiken inom museets väggar men som 1982 togs ur bruk från hörnet av Main Street och Long Street.